# فونتين ليه كرويسيليس
فونتين ليه كرويسيليس (بالفرنسية: Fontaine-lès-Croisilles)‏ هي بلدية تقع في إقليم باد كاليه من منطقة نور با دو كاليه في شمال فرنسا. تبلغ مساحة هذه المدينة 6.26 (كم²)، وترتفع عن سطح البحر 63 م، يبلغ عدد سكانها 257 نسمة حسب إحصاء المعهد الوطني للإحصاء والدراسات الاقتصادية سنة 2009 م. وترأس Danièle Tabary البلدية خلال فترة (2008-2014).